# Litra Hs
Litra Hs er en dansk damplokomotivtype, der er opdelt to serier; Litra Hs (I) og Litra Hs (II).

## Litra Hs (I)

### Historie
I jernbanens barndom blev det store forarbejde med at oprangere tog udført af almindelige lokomotiver eller heste. På et tidspunkt gjorde det stadigt større arbejde på grund af den større trafikmængde og nye, tungere vogne det nødvendigt at anskaffe nogle lokomotiver til dette specifikke arbejde. Det Sjællandske Jernbaneselskab anskaffede sig sit første Litra H-lokomotiv i 1874. Det var en succes, og mange af de 61 Hs-maskiner nåede en høj alder – nogle af dem mere end 70 år.
Indkøbt af Det Sjællandske Jernbaneselskab som Litra H. Overtaget af staten i 1880. Overtaget af DSB i 1885. Omlitreret til Litra Hs i 1893 (s'et står for, at lokomotiverne kom fra det sjællandske selskab).
Det lille to-koblede rangerlokomotiv suppleredes fra 1910 med det trekoblede litra F.

### Specifikationer
- Længde over puffere: 7,48 m.
- Tomvægt: 16,3 tons
- Vand: 2,5 m³
- Drivhjulsdiameter: 1,086 m.
- Tjenestevægt: 21,1 tons
- Kul: 0,5 tons
- Kedeltryk: 9 kg/cm²
- Hastighed: 25 km/t

### Enheder
```
Litra   Fabrikat   Byggeår 
Hs 362  Hartmann   1888
Hs 363  Hartmann   1888    Udstillet på 
jernbanemuseet
 i 
Odense

Hs 364  Esslingen  1873
Hs 365  Esslingen  1876
Hs 366  Esslingen  1880
Hs 367  Esslingen  1883
Hs 368  Esslingen  1883    Udstillet i Gedser remise, ejes af Nordsjællands Veterantog
Hs 369  Esslingen  1884
Hs 370  Esslingen  1884
Hs 371  Esslingen  1889
Hs 372  Esslingen  1889
Hs 373  Esslingen  1889
Hs 374  Hartmann   1893
Hs 375  Hartmann   1893
Hs 376  Hartmann   1893
Hs 377  Hartmann   1893
```

## Litra Hs (II)

### Specifikationer
- Længde over puffere: 7,54 m.
- Tomvægt: 18,8 tons
- Vand: 2,4 m³
- Drivhjulsdiameter: 1,086 m.
- Tjenestevægt: 23,8 tons
- Kul: 0,5 tons
- Kedeltryk: 10 kg/cm²
- Hastighed: 25 km/t

### Enheder
```
Litra   Fabrikat   Byggeår 
Hs 378  Neilson    1894 
Hs 379  Neilson    1894 
Hs 380  Neilson    1894 
Hs 381  Neilson    1894 
Hs 382  Neilson    1894 
Hs 383  Neilson    1894 
Hs 384  Neilson    1894 
Hs 385  Hartmann   1895    Udrangeret 
1967
, men solgt 
1972
 til det engelske firma 
Middleton Railway Leeds
[
1
]
, hvor det var i drift indtil 
1999

Hs 386  Hartmann   1895 
Hs 387  Hartmann   1895 
Hs 388  Hartmann   1895 
Hs 389  Hartmann   1895 
Hs 390  Hartmann   1895 
Hs 391  Hartmann   1895 
Hs 392  Maffei     1898 
Hs 393  Maffei     1898 
Hs 394  Maffei     1898 
Hs 395  Maffei     1898 
Hs 396  Maffei     1898 
Hs 397  Maffei     1898 
Hs 398  Maffei     1898 
Hs 399  Maffei     1898    Udrangeret 
1971
, men solgt i 
1973
 til 
DJK
. Står fra 
2002
 usamlet i 
Marslev
[
2
]
[
3
]
.  
Hs 400  Maffei     1899 
Hs 401  Maffei     1899 
Hs 402  Maffei     1899 
Hs 403  Maffei     1899 
Hs 404  Maffei     1899 
Hs 405  Maffei     1899 
Hs 406  Maffei     1900 
Hs 407  Maffei     1900 
Hs 408  Maffei     1900 
Hs 409  Maffei     1900 
Hs 410  Maffei     1900 
Hs 411  Maffei     1900 
Hs 412  Hüttemeier 1900 
Hs 413  Hüttemeier 1900 
Hs 414  Vulcan     1901 
Hs 415  Vulcan     1901    Udrangeret 1971 og overdraget til Jernbanemuseet. Stadig i drift
[
4
]
.
Hs 416  Henschel   1902 
Hs 417  Henschel   1902 
Hs 418  Henschel   1902 
Hs 419  Henschel   1902 
Hs 420  Henschel   1902 
Hs 421  Henschel   1902 
Hs 422  Henschel   1902
```